# Scott Davies
Scott Davies (Carmarthen, 5 de agosto de 1995) es un ciclista británico que fue profesional entre 2014 y 2021, retirándose a los 26 años de edad por problemas físicos.

## Palmarés
2012
- Campeonato del Reino Unido Contrarreloj Junior

## Resultados en Grandes Vueltas
| Carrera | Carrera         | 2016 | 2017 | 2018 | 2019  | 2020  | 2021 |
| ------- | --------------- | ---- | ---- | ---- | ----- | ----- | ---- |
|         | Giro de Italia  | —    | —    | —    | 118.º | —     | —    |
|         | Tour de Francia | —    | —    | —    | —     | —     | —    |
|         | Vuelta a España | —    | —    | —    | —     | 111.º | —    |

—: no participa

Ab.: abandono

## Equipos
- Madison Genesis (2014)
- Team Wiggins (2016-2017)
- Dimension Data[2] (2018-2019)
- Bahrain[3] (2020-2021)
  - Team Bahrain McLaren (2020)
  - Team Bahrain Victorious (2021)